# Noge
Noge (Noge, S.L.) fou una empresa de carrosseria catalana que varen establir el 1964 a Arbúcies Miquel Puig Genabat i Josep Noguera. Puig era un antic treballador d'Ayats i Josep Noguera es va desvincular de la companyia el 1978. Noge va iniciar les seves activitats en la construcció d'autobusos urbans, però aviat es va expandir als autocars i vehicles de luxe. La companyia construïa autobusos i carrosseries d'autocars en diversos xassís. Els seus productes es venien a tota l'Europa occidental. Noge era, juntament amb Indcar, Ayats i Beulas, la quarta companyia de carrosseries que es va fundar al poble d'Arbúcies, a la província de Girona.
A principis de 2013, després d'estar en concurs de creditors des de maig del 2011, l'empresa tancava les seves portes. Les empreses TMB, TUSGSAL i BaixBus, així com altres empreses espanyoles, han adquirit molts autobusos d'aquesta empresa.

## Productes
- Cittour - Autobús urbà
- Cittour Low Entry - Autobús urbà de pis baix. Mateix model que el Cittour però de menys altura sobre el nivell de carretera
- Aertour - Autobús llançadora de l'aeroport pista-terminal
- Touring - Autocar (Actualment substituït pels seus predecessors, els Touring HD i el Touring HDH)
- Titanium - Autocar de luxe
- Touring HD - Autocar
- Touring HDH - Autocar
- Touring Midi - Autocar petit